# Панорама на големия канал от една лодка
„Панорама на големия канал от една лодка“ (на френски: Panorama du Grand Canal vu d'un bateau), известен също като „Пристигането на гондола във Венеция“ (на френски: Arrivée en gondole à Venise) и „Големия канал във Венеция“ (на френски: Le grand Canal à Venise) е френски късометражен документален ням филм от 1896 година, заснет от режисьора Александър Промио.

## Сюжет
Сюжета на филма е прост. Стационарната камера е разположена в една гондола, от която е заснета панорамата около големия канал, докато лодката се движи по него. Това е първият в историята на кинематографията филм, заснет по време на движение.

## Продукция
Снимките на филма протичат на 25 октомври 1896 година във Венеция, Италия.